# Sisebuto, detective astuto
Sisebuto, detective astuto es una serie de historietas creada por Miguel Bernet, alias Jorge, para el semanario "Pulgarcito" en 1953.

## Trayectoria editorial
Sisebuto, detective astuto apareció por primera vez en el número 1143 de "Pulgarcito".
La propia Bruguera la reeditó en "Gran Pulgarcito" en 1970.

## Argumento y personajes
Sisebuto, detective astuto parodia las novelas de detectives, huyendo de la caricaturización de la violencia que sería característica de series como Mortadelo y Filemón, agencia de información (1958).